# Ivanuški International
Ivanuški International (in russo Иванушки International?) è una boy band russa fondata a Mosca nel 1995.

## Formazione
- Igor Sorin
- Andrei Grigoriev-Apollonov
- Kirill Andreev
- Oleg Yakovlev